# Lori de Wilhelmina
Charmosyna wilhelminae
Genre
Espèce
Statut de conservation UICN

 LC  : Préoccupation mineure
Statut CITES
Le Lori de Wilhelmina (Charminetta wilhelminae) est une espèce d'oiseaux de la famille des Psittaculidae.

## Description
Cet oiseau mesure environ 13 cm.

## Habitat
Cet oiseau peuple les forêts entre 1 000 et 2 000 m d'altitude.

## Répartition
Cette espèce vit en Nouvelle-Guinée.